# Lincolnville (Maine)
Lincolnville es un pueblo ubicado en el condado de Waldo en el estado estadounidense de Maine. En el Censo de 2010 tenía una población de 2.164 habitantes y una densidad poblacional de 19,14 personas por km².

## Geografía
Lincolnville se encuentra ubicado en las coordenadas 44°17′47″N 69°4′13″O / 44.29639, -69.07028. Según la Oficina del Censo de los Estados Unidos, Lincolnville tiene una superficie total de 113.06 km², de la cual 96.72 km² corresponden a tierra firme y (14.45%) 16.34 km² es agua.

## Demografía
Según el censo de 2010, había 2.164 personas residiendo en Lincolnville. La densidad de población era de 19,14 hab./km². De los 2.164 habitantes, Lincolnville estaba compuesto por el 97.92% blancos, el 0.32% eran afroamericanos, el 0.28% eran amerindios, el 0.42% eran asiáticos, el 0.09% eran isleños del Pacífico, el 0.05% eran de otras razas y el 0.92% pertenecían a dos o más razas. Del total de la población el 0.79% eran hispanos o latinos de cualquier raza.